# تشارلي وير
تشارلي وير (بالإنجليزية: Charlie Weir)‏ مواليد 19 نوفمبر 1956 في كيب الشمالية، جنوب أفريقيا، كان ملاكم محترف جنوب أفريقي صنّف ضمن فئة الوزن المتوسط.

## إحصائيات
خاض خلال مسيرته 34 نزالا، فاز في 31 ولم يتعادل وخسر في 3. فاز بالضربة القاضية في 28 نزالا.

## روابط خارجية
- تشارلي وير على موقع بوكس ريك (الإنجليزية) (registration required)